# Tenuipalpus karrooi
Tenuipalpus karrooi är en spindeldjursart som beskrevs av Meyer 1979. Tenuipalpus karrooi ingår i släktet Tenuipalpus och familjen Tenuipalpidae. Inga underarter finns listade i Catalogue of Life.